# عقلة (حسيني)
عقلة (بالفارسية: عگله) هي منطقة سكنية تقع في إيران في قسم حسيني الريفي. يقدر عدد سكانها بـ 107 نسمة بحسب إحصاء 2016.